# Fletch żyje
Fletch żyje – komedia z 1989 roku z Chevym Chase'em. Fletch żyje został zrealizowany przez Universal Pictures. Jest sequelem filmu z 1985 Fletch. Film został nakręcony w Luizjanie.

## Fabuła
Chevy Chase ponownie w roli Irwina M. „Fletcha” Fletchera, który dowiaduje się, iż odziedziczył posiadłość w Luizjanie. Kiedy przybywa na miejsce adwokat ciotki Fletcha zostaje zamordowana, zostawiając Fletchowi zagadkę do rozwiązania.

## Osoby, za które podaje się Fletch
- Peggy-Lee Zorba
- Nostradamus
- Victor Hugo
- Henry Himmler
- Billie Jean King
- Irwin Mahatma Fletcher
- Claude-Henry Smmoot
- Peter Lemongello
- Ed Harley
- I.R. Pissed
- Elmer-Fudd Gantry
- Robert „Bob” E. Lee-Schwartz II

## Obsada
- Chevy Chase jako Irwin „Fletch” Fletcher
- Hal Holbrook jako Hamilton „Ham” Johnson
- Julianne Phillips jako Becky Culpepper
- R. Lee Ermey jako Jimmy Lee Farnsworth
- Richard Libertini jako Frank Walker
- Randall „Tex” Cobb jako Ben Dover
- Cleavon Little jako Calculus Entropy
- George Wyner jako Marvin Gillet
- Patricia Kalember jako Amanda Ray Ross
- Geoffrey Lewis jako Przywódca Ku Klux Klanu
- Richard Belzer jako Phil
- Phil Hartman jako Bly manager